# Hastein
Hastein (también Hasting, o Haesten, Hæsten, Hæstenn o Hæsting  y apodado Alsting  c. 810-893) fue un notable caudillo vikingo del siglo IX que lideró muchas incursiones de saqueo y pillaje en Europa. Dudo de Saint-Quentin lo describió como «cruel, rudo, destructor, pendenciero, salvaje, feroz, lujurioso, criminal, portador de muerte, arrogante, impío y todo lo que acompañe». 
Poco se sabe de los primeros años de Hastein, descrito como un danés en la crónica anglosajona, a menudo emparentado como hijo de Ragnar Lodbrok. El primer registro que se tiene constancia de su persona es el ataque vikingo al Imperio Franco, ocupando Noirmoutier en el año 843, y en el curso del río Loira otra vez en 859, precediendo a su gran incursión por el Mediterráneo junto con su hermano Bjorn "Ironside" Ragnarsson.

## Península ibérica y el Mediterráneo
Una de las más famosas incursiones de Hastein fue por el Mediterráneo entre 859 y 862, junto a su hermano Björn Ragnarsson, hijo y heredero de Ragnar Lodbrok, con una flota de 62 naves. La primera expedición no resultó como se esperaba, ya que fue derrotado por los astures y más tarde por los musulmanes del Emirato de Córdoba en Niebla en 859. Siguió el saqueo de Algeciras con mejor éxito, donde quemaron la mezquita y devastaron Mazimma en el Califato de la Dinastía Idrísida en la costa norteafricana, seguido de otras incursiones contra los Omeyas en Orihuela, Islas Baleares y el Rosellón.
Hastein y Björn invernaron en Camargue, en la desembocadura del Ródano, antes de arrasar Narbona, Nîmes y Arlés, para luego dirigirse al norte a Valence, antes de fijar su atención hacia Italia. A partir de ahí comenzaron las incursiones hacia el interior, llegando a la ciudad de Luni (que creían era Roma en aquel tiempo), pero fueron incapaces de traspasar sus murallas. Para lograr la entrada, enviaron emisarios al obispo con la falsa información de que Hastein había muerto, había hecho conversión de fe en su lecho de muerte, y su último deseo era ser enterrado en tierra consagrada junto a la iglesia. Consiguió de esa forma entrar en la capilla en su propio ataúd con una pequeña guardia de honor, sorprendiendo a los clérigos italianos que quedaron consternados al ver saltar de su ataúd al caudillo vikingo y facilitaron el camino hacia las puertas de la ciudad, que él abrió, dejando entrar a su ejército mercenario. La flota posiblemente llegó a atacar algunos puestos avanzados del Imperio bizantino.
A su regreso al Loira, hicieron una escala en el norte de África, donde compraron bastantes esclavos (conocidos por los vikingos como «blámenn», los hombres azules, muy posiblemente tuaregs) que vendieron posteriormente en Irlanda. De regreso a casa, Hastein y Björn fueron derrotados por una flota sarracena a su paso por el estrecho de Gibraltar, donde perdieron cuarenta naves, pero todavía les quedaron fuerzas para arrasar Pamplona antes de regresar a Escandinavia con veinte naves.

## Loira y Sena
Asentado en Bretaña, Hastein se alió con Salomón I de Bretaña contra los francos del imperio carolingio en el año 866, y como parte del ejército vikingo-bretón mató a Roberto el Fuerte en la batalla de Brissarthe. En 867 devastó Bourges y un año más tarde Orléans. Hubo paz desde entonces hasta la primavera de 872, cuando la flota vikinga ascendió por el río Maine y conquistaron Angers, a lo que siguió un asedio del rey franco Carlos el Calvo que desembocó en un tratado de paz en octubre de 873.
Hastein permaneció en el curso del Loira hasta 882, cuando fue expulsado definitivamente por el rey Carlos. Su ejército se trasladó al norte del Sena y allí se mantuvo hasta que los vikingos sitiaron París y su territorio en la Picardía se vio amenazado. En este punto Hastein fue uno de los muchos vikingos que comenzaron a mirar a Inglaterra como una fuente de riqueza y nuevo objetivo de pillajes.

## El ejército de Hastein en Inglaterra
Hastein cruzó a Inglaterra desde Boulogne en 892 encabezando una de sus dos grandes compañías. Su ejército, el menor de los dos, llegó con ochenta naves y ocuparon la villa de Milton Regis, mientras sus aliados cercaban Appledore, ambas en Kent, con 250 naves. Alfredo el Grande colocó su ejército sajón entre ellos para evitar que se unieran, y como resultado obtuvo unos términos de acuerdo favorables al bautismo cristiano de Hastein y sus dos hijos, y para abandonar Kent por Essex. La mayor parte del ejército intentó reunificarse tras atacar Hampshire y Berkshire a finales de 893, pero fue vencido en Farnham por Eduardo el Viejo, hijo de Alfredo. Los supervivientes alcanzaron finalmente al ejército de Hastein en la Isla de Mersea, después de que un ejército aliado de sajones y del Reino de Mercia fracasaran en el desalojo de su fortaleza en Thorney.
El resultado fue que Hastein comandaba un formidable ejército y ocupó un campo fortificado (o burh) en Benfleet, Essex, donde reunió a los hombres y barcos de Appledore y Milton. 
Durante una incursión en Mercia, la mayor parte de su ejército estaba lejos y la guarnición fue derrotada por la milicia sajona de Wessex, capturando la fortificación, las naves, el botín recaudado, mujeres y niños. Fue un golpe decisivo para Hastein, que había perdido a su esposa e hijos en Benfleet, pero retomó sus fuerzas combinadas en una nueva fortificación en Shoebury al norte de Essex, y recibió refuerzos de los daneses de East Anglia y de los escandinavos de Jorvik. Recuperó a sus hijos cuando Alfredo el Grande y Etelredo I le apadrinaron en su bautismo cristiano a principios de 893.
Más tarde, Hastein lanzó a sus hombres en una vengativa expedición a lo largo del valle del Támesis y surcando el río Severn. Fue acechado en todo momento por Etelredo II de Mercia y una alianza de los ejércitos de Mercia y los sajones occidentales, reforzado por un contingente de guerreros procedente de los reinos galeses. Finalmente, el ejército vikingo se encontró atrapado en la isla de Buttingham cerca de Welshpool, pero lucharon por su liberación durante semanas, perdiendo muchos hombres y regresando a su fortaleza en Shoebury. A finales del verano de 893, los hombres de Hastein primero trasladaron sabiamente el botín, mujeres y barcos a East Anglia, y tras obtener refuerzos marcharon hacia Chester para ocupar las ruinas de la fortaleza romana. La fortaleza hubiera sido una base perfecta para sus incursiones en el norte de Mercia, pero sus habitantes tomaron una drástica decisión, aplicando la medida de tierra quemada, destruyendo cosechas y matando al ganado en el lugar para privar de suministros a los daneses y echarles del territorio.
En otoño, el asediado ejército abandonó Chester y se desplazó al sur de Gales, devastando todo a su paso, los reinos de Brycheiniog, Gwent y Glywysing hasta el verano de 894, cuando regresaron por Northumbria, las tierras medias danesas de los cinco burgos de Danelaw y East Anglia para asentarse de nuevo en la fortaleza de la isla de Mersea. En otoño de 894, el ejército desplazó su flota por el Támesis hasta una nueva fortaleza en el río Lea. En el verano de 895 Alfredo llegó con el ejército sajón occidental y bloqueó el curso del río Lea. Los daneses abandonaron el emplazamiento y enviaron a sus mujeres a East Anglia, iniciando una gran marcha por Midlands hasta llegar a otro emplazamiento junto al Severn (actualmente Bridgnorth), perseguidos por fuerzas hostiles durante todo el camino. Permanecieron allí hasta la primavera de 896, cuando el ejército finalmente se dispersó y repartió entre East Anglia, Northumbria y el Sena.

## Legado
Hastein desaparece de los registros históricos en 896, por entonces un hombre anciano, pues años atrás, cuando llegó a Inglaterra, ya fue descrito como lujurioso y terrible viejo guerrero del Loira y el Somme. Hastein ha sido uno de los más notables vikingos de todos los tiempos, con múltiples expediciones e incursiones a docena de ciudades y reinos en Europa y el norte de África.